# Confédération tatare
 (juin 2025).
La mise en forme du texte ne suit pas les recommandations de Wikipédia : il faut le « wikifier ».
Les points d'amélioration suivants sont les cas les plus fréquents :
- Les titres sont pré-formatés par le logiciel. Ils ne sont ni en capitales, ni en gras.
- Le texte ne doit pas être écrit en capitales (les noms de famille non plus), ni en gras, ni en italique, ni en « petit »…
- Le gras n'est utilisé que pour surligner le titre de l'article dans l'introduction, une seule fois.
- L'italique est rarement utilisé : mots en langue étrangère, titres d'œuvres, noms de bateaux, etc.
- Les citations ne sont pas en italique mais en corps de texte normal. Elles sont entourées par des guillemets français : « et ».
- Les listes à puces sont à éviter, des paragraphes rédigés étant largement préférés. Les tableaux sont à réserver à la présentation de données structurées (résultats, etc.).
- Les appels de note de bas de page (petits chiffres en exposant, introduits par l'outil «  Source ») sont à placer entre la fin de phrase et le point final[comme ça].
- Les liens internes (vers d'autres articles de Wikipédia) sont à choisir avec parcimonie. Créez des liens vers des articles approfondissant le sujet. Les termes génériques sans rapport avec le sujet sont à éviter, ainsi que les répétitions de liens vers un même terme.
- Les liens externes sont à placer uniquement dans une section « Liens externes », à la fin de l'article. Ces liens sont à choisir avec parcimonie suivant les règles définies. Si un lien sert de source à l'article, son insertion dans le texte est à faire par les notes de bas de page.
- La présentation des références doit suivre les conventions bibliographiques. Il est recommandé d'utiliser les modèles {{Ouvrage}}, {{Chapitre}}, {{Article}}, {{Lien web}} et/ou {{Bibliographie}}. Le mode d'édition visuel peut mettre en forme automatiquement les références.
- Insérer une infobox (cadre d'informations à droite) n'est pas obligatoire pour parachever la mise en page.

Pour une aide détaillée, merci de consulter Aide:Wikification.
Si vous pensez que ces points ont été résolus, vous pouvez retirer ce bandeau et améliorer la mise en forme d'un autre article.
Ne doit pas être confondu avec Tartarie.
La confédération tatare ( Chinois: 塔塔兒; vieux turc : 𐱃𐱃𐰺; Mongol moyen :ᠲᠠᠲᠠᠷ) était le principal royaume (khanlig) du plateau mongol au XIIe siècle.

## Nom et origine
Le nom « Tatar » a peut-être été translittéré pour la première fois dans le Livre des Song comme 大檀Dàtán ( MC : * da H -dan ) et 檀檀Tántán (MC : * dan-dan ) que les compilateurs du livre ont déclaré être un autre nom des Ruanruans. Le Livre des Song et le Livre des Liang les reliaient les Ruanruans aux anciens Xiongnu,, tandis que le Livre des Wei remontait les origines des Ruanruans jusqu'aux Donghu, qui étaient d'origine proto-mongole,.
Xu a proposé en 2005 que « le corps principal des Ruanruans était d'origine Xiongnu » et que les descendants des Ruanruans, à savoir Da Shiwei (alias Tatars), contenaient dans une large mesure des éléments Xiongnu de langue turque. Malgré cela, la langue des Xiongnu est encore inconnue. Les historiens chinois attribuaient régulièrement les origines Xiongnu à divers groupes nomades, mais de telles attributions n'indiquent pas nécessairement les origines exactes des sujets. Par exemple, l'ascendance Xiongnu a été attribuée aux Göktürks et aux Tieles de langue turque mais aussi aux Kumo Xi aux Khitans, de langue para-mongole.
La première transcription précise de l'ethnonyme Tatar a été écrite en (vieux) turc sur les inscriptions de l'Orkhon, en particulier sur les monuments de Kul Tigin (en 732) et Bilge Kaghan (CE 735) : 𐰆𐱃𐰔⁚𐱃𐱃𐰺⁚𐰉𐰆𐰑𐰣 (Otuz Tatar Bodun - « le clan des trente Tatars ») et 𐱃𐰸𐰔⁚𐱃𐱃𐰺 (Tuquz Tatar - « les neuf tatars ») faisant ainsi référence à la confédération tatare.
En historiographie, les Shiwei sont associés aux Dada[Qui ?] ou identifiés spécifiquement aux Trente Tatars,,,. Quant aux Neuf Tatars, Ochir les considère comme mongols et propose que ce Khanat se soit formé en Mongolie entre le VIe et le VIIIe siècle, que leur ethnogenèse ait impliqué des Mongols et des Turcs mongolisés qui les auraient gouvernés et que, plus tard, les Neuf Tatars auraient participé au développement ethno-culturel des Mongols. Rashid al-Din a cité les neuf lignages dirigeants: Tutukliud (Tutagud), Alchi, Kuyn, Birkuy, Terat, Tamashi, Niuchi, Buyragud et Ayragud, vivant dans la steppe orientale et le bassin de la Khalkha au cours de la seconde moitié du XIIe siècle. Golden propose qu'Otuz [« trente »] ait désigné les trente clans et que Toquz [« neuf »] ait désigné les neuf tumen de la confédération tatare.
Il a été proposé que les Tatars aient jabité dans le nord-est de la Mongolie et autour du lac Baïkal, ou entre la Mandchourie et ce même lac.

## Affiliations ethniques et linguistiques
Les expressions « Tatars Toquz » et « Tatars Otuz » des inscriptions de l'Orkhon sont proposées comme étant de langue mongole (par exemple par les sinologues Paul Pelliot et Ulrich Theobald, les turcologue Peter Benjamin Golden. Altaïste Volker Rybatzki, etc.). D'un autre côté, il a été proposé qu'ils aient parlé le (vieux) turc (par exemple par l'Encyclopædia Britannica ou Kyzlasov (ru)[réf. souhaitée] apud[Quoi ?] Sadur ). De plus, l'Encyclopædia Britannica propose que les Tatars aient pu être liés aux Coumans et aux Kipchaks (en).
Ochir propose que les peuples mongols et turcs mongolisés aient participé à l'ethnogenèse des Neuf Tatars. Il considère ceux-ci comme mongols.
Au contraire, Leonid Kyzlasov (ru)[réf. souhaitée], orientaliste soviétique et russe, soutient que les « Tatars Toquz » et les « Tatars Otuz » étaient plutôt turcophones, en prenant pour référence le traité géographique du Xe siècle, écrit en persan[réf. souhaitée]. 
Hudud al-'Alam a déclaré que les Tatars faisaient partie des Toghuzghuz, dont Minorsky a identifiés le territoire comme le royaume de Qocho, dans l'est de Tian Shan, qui avait été fondé par des réfugiés ouïghours à la suite de l'effondrement de leur Khaganat, celui-ci fondé par des membres de la confédération Toquz Oghuz,,. 
Dans le même temps, Kyzlasov s'oppose[réf. souhaitée] à l'identification des inscriptions Tatars de l'Orkhon avec Dada, en prenant pour référence des sources chinoises. Au contraire, Ochir pense que les Datan ~ Dadan ~ Dada des sources chinoises depuis le IXe siècle, désignaient bien les Tatars, que les Gōktürks avaient mentionnés sur les inscriptions de l'Orkhon comme « Tatars Otuz » et « Tatars Toquz » et que les Chinois avaient appelés « Ruanruans ».
Au XIe siècle, l'érudit Kara-Khanid Mahmud al-Kashgari a inclus les Tatars parmi les peuples turcs. . Il a localisé les Tatars à l'ouest des Kirghizes.
« 
Les Turcs sont, à l'origine, vingt groupes. Ils remontent tous à Turk, fils de Japhet, fils de Noé — que la bénédiction de Dieu soit sur eux —, ils correspondent aux enfants de Rūm, fils d'Ésaü, fils d'Isaac, fils d'Abraham— que la bénédiction de Dieu soit sur eux —.
[Dans la liste suivante], je décris la position géographique de chacun des groupes dans le monde oriental. Ils sont classés par ordre [de l'Ouest] vers l'Est, à la fois païens et musulmans, en commençant par ceux les plus proches du Rūm. D'abord : Bajanak, puis : Qifja'q (en), puis : Oghouzes, puis :  Yam'k, puis : Bashgirt, puis : Yasmil (en), puis : Qa 'y, puis : Yaba'quw (en), puis : Tata'r, puis : Qirqiz. Le dernier est le plus proche de Sin. Tout ces groupes sont en face de Rum, s'étendant vers l'Est...
 »
— Levi et Sela 2010
Dans sa liste des 20 maisons aristocratiques turques, Kashgari incluait également des non-Turcs tels que les Tatabi, les Khitans, les Tangoutes et les Chinois (le dernier rendu en arabe : Tawġāj < Karakhanid * Tawğaç ),. Dans le texte du manuscrit existant, les Tatars sont situés à l'ouest des Kirghizes ; cependant, la carte du monde du manuscrit montre que les Tatars étaient situés à l'ouest de la rivière Ili et à l'ouest des Bachkirs, que Kashagari localisait déjà à l'ouest des Tatars. Claus Schönig attribue ces contradictions à des erreurs commises lors de la copie du texte et de la carte. Kashgari a également noté que les Tatars étaient bilingues et parlaient le turc en plus de leurs propres langues; de même pour les Yabaqus, les Basmïls et les Chömüls. Pourtant, les sources disponibles suggèrent que les Yabaqus, les Basmïls et les Chömüls parlaient tous le turc; par conséquent, Mehmet Fuad Köprülü conclut qu'au XIe siècle, les Yabaqus, les Basmïls, les Chömüls, les Qays et les Tatars — les deux derniers considérés par Köprülü comme Mongols turquifiés — pouvaient parler le dialecte karakhanide de Kashgari en plus de leurs propres dialectes turcs, mais les dialectes des peuples-ci différaient tellement du karakhanide que les Kashgari les considéraient comme d'autres langues,
Selon Klyashtorny, le nom « Tatar » était la désignation turque des Mongols. Comme l'écrit Ouchnitski, l'ethnonyme « Tatar » n'était utilisé par les Turcs que pour désigner les « étrangers », c'est-à-dire les peuples qui ne parlaient pas de langue turque. Les tribus turques vivant parmi leurs voisins de langue mongole étaient également appelées « tat » ou « tat-ar ». Selon Bartold, les peuples d'origine mongole qui parlaient la langue mongole s'étaient toujours appelés Tatars. Ce n'est que plus tard que ce mot fut complètement supplanté par le mot « Mongol ».

## Histoire

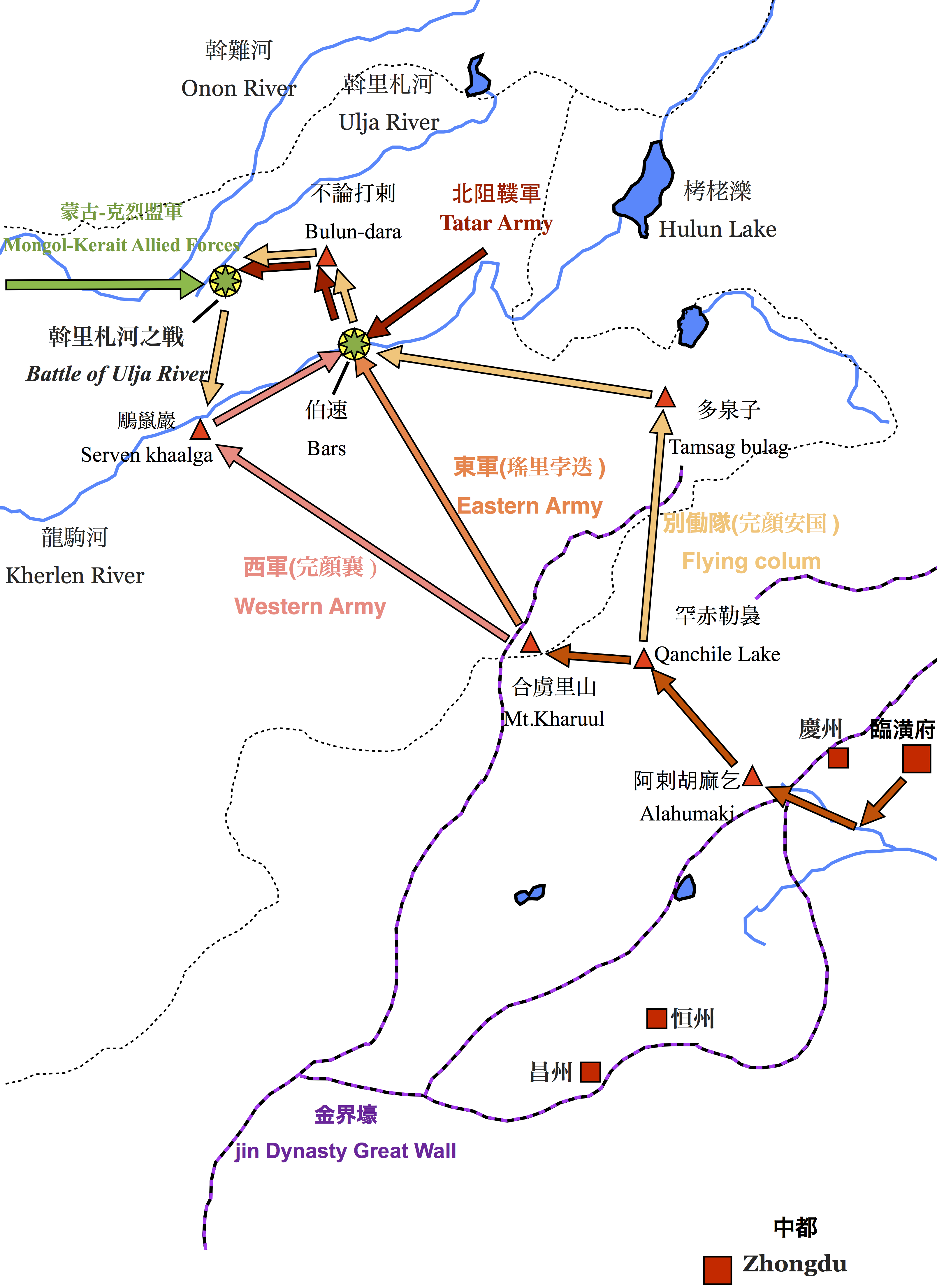
Victoire mongole sur les Tatars, 1196

Les Ruanruans, ancêtres supposés des Tatars, parcouraient la Mongolie actuelle en été et traversaient le désert de Gobi vers le sud, en hiver, à la recherche de pâturages. Les Ruanruans fondèrent leur khanat au Ve siècle, vers 402 de notre ère. Parmi leurs sujets se trouvaient les Ashina, qui renversèrent leurs suzerains en 552 et les anéantirent en 555. Une branche des Ruanruans dispersés a migré vers la chaîne de montagnes du Grand Khingan où ils se sont renommés d'après Tantan, un Khagan historique, et se sont progressivement incorporés au complexe des Shiwei et ont émergé sous le nom de 大室韋 [« Da (Grand) Shiwei »].
La région d'Otuken, constamment mentionnée dans les inscriptions de l'Orkhon comme lieu de résidence des Turcs, se trouvait, selon Mahmud Kashgar, autrefois au pays des Tatars Selon Vassili Barthold, ce message suggère que les Mongols ont déjà atteint l'ouest, là où ils avaient plusieurs frontières avec des royaumes turcs.
L'historien persan Gardizi a répertorié les Tatars comme l'une des sept maisons aristocratiques fondatrices de la confédération turque Kimek. L'inscription Shine Usu mentionnait que les Tatars Toquz, en alliance avec les Sekiz-Oghuz, se sont révoltés sans succès contre les Ouïghours de Bayan-chor khan, qui ont consolidé leur pouvoir entre 744 et 750 de notre ère. Après avoir été vaincus à trois reprises, la moitié des rebelles « Tatars Otuz » rejoignirent les Ouïghours, tandis que l'autre moitié s'enfuit vers un peuple inconnu, identifié comme étant des Khitans ou des Karlouks. Selon Senga et Klyashtorny, une partie des rebelles Tatars Toquz ont fui vers l'ouest des Ouïghours vers le bassin de la rivière Irtych, où ils ont ensuite enrôlés les Kipchaks et d'autres seigneurs rebelles (soit déjà présents, soit nouvellement arrivés) dans l'union des Kimek. Selon l'orientaliste russe Vasily Ushnitsky, les rapports de sources musulmanes médiévales sur l'origine tatare du clan dynastique Kimak sont l'argument des partisans de l'origine mongole des Kimaks et des Kipchaks. Les nouvelles concernant les Tatars, dont les Kimaks se sont séparés, selon Josef Markwart, confirment le déplacement vers l'ouest des peuples mongols turquifiés.
Quant à la portion des Tatars restés à l'est, au Xe siècle, ils devinrent sujets de la dynastie Liao dirigée par les Khitans. Après la chute des Liao, les Tatars ont subi la pression de la dynastie Jin dirigée par Jürchen et ont été invités à lutter contre les autres royaumes mongoles. 
Au XIIe siècle, les Tatars vivaient sur les pâturages fertiles autour des lacs Hulun et Buir. Ils contrôlaient aussi une route commerciale vers la Chine proprement-dite. Du Xe au XIIIe siècles, les Turcs Shatuo ont rejoint la confédération tatare sur le territoire de la Mongolie moderne et sont devenus connus sous le nom d'Ongud ou branche des Tatars blancs des Tatars,. L'ambassadeur des Song du Sud, Zhao Hong, écrivit en 1221 que, dans l'Empire mongol de Gengis Khan, il y avait trois divisions en fonction de leur distance par rapport à la Chine dirigée par Jürchen Jin : les Tatars blancs (白韃靼— Bai Dada —), les Tatars noirs (黑韃靼— Hei Dada —), et les Tatars sauvages (生韃靼— Sheng Dada —), qui ont été identifiés, par Kyzlasov[réf. souhaitée], comme les locuteurs turcophones - y compris les Öngüts (d'origine turque Shatuo),, mongoliphones — parmi lesquels Gengis Khan, ses compagnons et les Mohe toungousophones
, 
respectivement. —
L'Histoire secrète des Mongols affirme que les Tatars étaient des ennemis mortels des Mongols : ils ont trahi le khan Ambaghai de Khamag Mongol pour que les  Jürchen de la dynastie Jin puissent les exécuter. Ils ont également empoisonné Yesügei, le père de Gengis Khan. Par conséquent, en 1202, Gengis Khan s'est allié à Ong Khan, a vaincu les Tatars et a fait exécuter les « hommes plus grands qu'une roue de chariot »— Il n'a épargné que les femmes  et les enfants —. Les Tatars survivants furent intégrés de force par Gengis Khan dans son ulus (son état).

## Tatars et Mongols
L'historien mongol Urgunge Onon propose que les Mongols aient été initialement connus des Européens sous le nom de « Tatars » parce qu'en fait, les Tatars étaient contraints de combattre en avant-garde du corps principal de la cavalerie mongole et que l'éthnonyme « Tatars » se soit ensuite transféré à tous les Mongols.
Cependant, Bartold, Ushnitsky, Klyashtorny, Theobald et Pow remarquent que même les Mongols de souche étaient souvent appelés Tatars,,, en particulier dans les sources non officielles, tant celles rédigées par des étrangers (par exemple des Turcs, des Chinois, des Vietnamiens, des Jurchens, des Javanais) que celles rédigées par certains Mongols d'origine comme le général Muqali ou Khan Ögedeï. Pow propose que des tribus mongoliphones aient utilisé l'endonyme « Tatar » au cours des 30 à 40 premières années de l'expansion de l'empire mongol, avant de s'identifier elles-mêmes comme Mongols, prenant pour source un texte d'État dynastique postérieur au Grand État mongol du XIIe siècle (大蒙古國). En ces temps, l'ancien endonyme « Tatar » est tombé en désuétude et aurait été utilisé comme terme péjoratif pour qualifier les tribus rebelles de mongoliphones. Pow spécule en outre que le changement de nom a été motivé par des insécurités : soit parce que les ennemis méprisaient le nom « Tatar », soit parce que la population utilisait l'endonyme « Tatar » pour qualifier les élites mongoliphones, soit à cause des rivalités entre les descendants de Gengis Khan, rivalités qui entraînait la définition de  groupes « en » et « hors ».

## Héritage
Les peuples turcophones de Coumanie, en signe d'allégeance politique, ont adopté l'endonyme de leurs conquérants mongols, avant de finalement s'y subordonner, culturellement et linguistiquement.